# فیتن
فیتن (ファイテン) شرکت پوشاک ژاپنی است، که در سال ۱۹۸۳ تأسیس شد.